# Résolution 56 du Conseil de sécurité des Nations unies
Membres permanents
- Chine
- États-Unis
- France
- Royaume-Uni
- URSS

Membres non permanents
- Argentine
- Belgique
- Canada
- Colombie
- Syrie
- RSS d'Ukraine

Résolution no 55 Résolution no 57
La résolution 56 du Conseil de sécurité des Nations unies  est une résolution du Conseil de sécurité des Nations unies adoptée le 19 août 1948.
Cette résolution relative à la question de la Palestine, 
- attire l'attention des gouvernements sur la résolution 54 ;
- décide et fait savoir que :
  - chaque partie est responsable des actions commises sous son autorité ;
  - chaque partie est dans l'obligation de faire en sorte que la trêve soit respectée ;
  - chaque partie est tenue de traduire en justice toute personne qui aurait rompu la trêve ;
  - aucune partie n'est autorisée à rompre la trêve ;
  - aucune partie ne peut acquérir des avantages par la violation de la trêve.

La résolution a été adoptée.

## Texte
- Résolution 56 sur fr.wikisource.org
- Résolution 56 sur en.wikisource.org